# Codomeniu

O funcție f definită pe mulțimea X și cu valori în Y. Ovalul galben din Y este imaginea funcției f este Y este codomeniul său.

În matematică, codomeniul unei funcții f reprezintă mulțimea în care f are valori, prin definiție lui f. În cadrul unei funcții f: X → Y, codomeniul este Y.
Noțiunea de codomeniu al unei funcții {\displaystyle f\colon X\to Y} este diferită de noțiunea de imagine, care se referă submulțimii lui Y ale valorilor luate de f.